# Три пирога

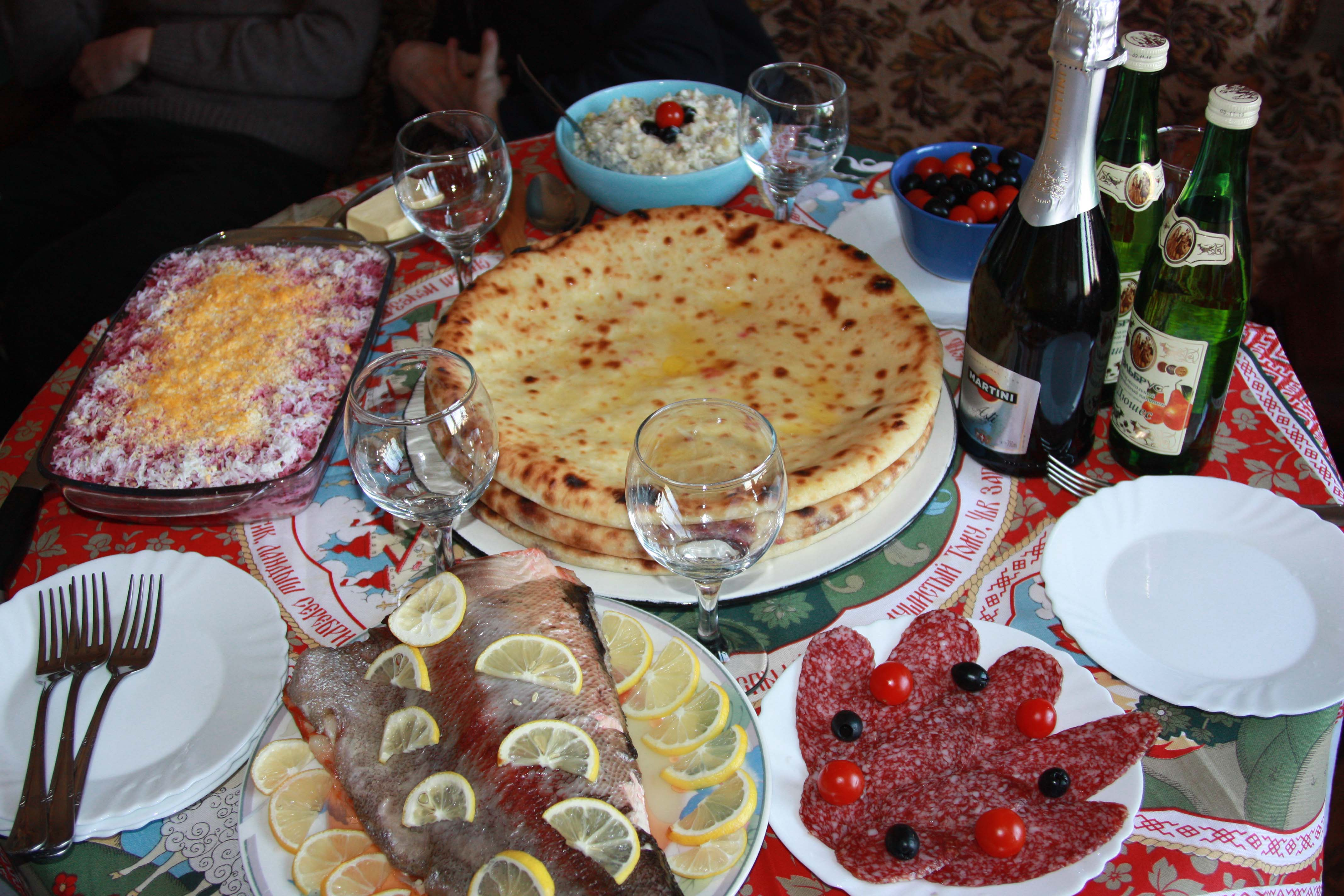

Три пирога́ (осет. Æртæ чъирийы) — элемент этно-религиозной обрядности осетин.

## Использование
Три пирога выступают частью традиционного осетинского религиозного обряда, совершаемого в большие национальные религиозные (осет. бæрæгбон) или фамильные праздники (осет. куывд). Их подача сопровождается произнесением молитв в порядке строгой очерёдности. Во время больших праздников, сопровождающихся жертвоприношениями животных, наряду с тремя пирогами, подаются три ребра от жертвенного животного, или голова и шея (осет. сæр æмæ бæрзæй).
Также три пирога использовались и в охотничьих обрядах. Осетинские охотники брали их с собой и устраивали специальное ритуальное пиршество (осет. куывд), на которое приносили также пиво и самогон.

## Символика
По мнению В. С. Уарзиати, символика трёх жертвенных пирогов с сыром отражает древнейшую троичную модель мира: Бог, солнце и земля. Три пирога, лежащие друг на друге, могут трактоваться как три уровня: Бог или Вселенная — верхний, Небо и Солнце — средний, земля — нижний. Также есть трактовка, согласно которой пироги обозначают прошлое, настоящее и будущее, а их круглая форма — землю. В поминальной обрядности остаются только два пирога, так как солнце этого мира уже не светит над покойным.

## Названия пирогов
- уалибах (осет. уæлибæх) — пирог с сычужным сыром,
- фыдджин (осет. фыдджын) — мясной, подается на стол отдельно,
- цахараджин (осет. цæхæраджын) — из свекольных листьев с сыром,
- картофджин (осет. картофджын) — картофельный и др.